# Eosinopenia
A eosinopenia é um sub-tipo de granulocitopenia em que a contagem de eosinófilos no sangue diminui. Distingue-se da eosinofilia (aumento da concentração de eosinófilos no sangue) por ser precisamente o seu inverso.